# Сильвестр (Гловатский)
Митрополит Сильвестр (в миру Стефан Гловатский или Гловацкий или Главацкий; ум. 20 (31) мая 1760) — епископ Русской православной церкви, митрополит Суздальский и Юрьевский, ранее митрополит Тобольский.

## Биография
Происходил из православной шляхты Речи Посполитой.
По окончании Киевской духовной академии в 1732 году направлен в Казанскую духовную семинарию.
В Казани был пострижен в монашество (точная дата неизвестна), в 1736—1738 руководил семинарией в звании префекта, в 1738—1740 был под началом Димитрия (Сеченова). С 1740 во 1744 годы — ректор семинарии.
В 1742 возведён в сан архимандрита, назначен настоятелем Свияжского Успенского монастыря и управляющим Конторой новокрещенских дел, заведывавшей обращением в христианство народов Поволжья. В годы его управления Новокрещенской конторой были крещены десятки тысяч «инородцев». Осуществил проект архиепископа Илариона (Рогалевского) о создании четырёх школ для инородцев, учеба в которых началась с 1750 года. В этих школах были классы татарского, чувашского и черемисского языков, детей обучали также русскому языку, Закону Божию и молитвам. В своей миссионерской деятельности, как и его наставник епископ Лука (Конашевич), архимандрит Сильвестр проявлял излишнее рвение, вплоть до прямого принуждения.
6 июля 1749 году хиротонисан во епископа Сибирского и Тобольского с возведением в сан митрополита. В Тобольск новый митрополит прибыл ночью 12 декабря. Деятельность Митрополита Сильвестра на Тобольской кафедре выразилась в неусыпных заботах о построении новых церквей, в устройстве духовно-учебных заведений, «борьбе с расколом» (то есть со старообрядчеством) и в обращении в христианство инородцев. Митрополит Сильвестр обращал особое внимание на Тобольскую семинарию. Для надзора за поведением и успехами учеников и преподаванием наставниками учения, он определил первым префектом семинарии учёного иеромонаха Михаила Миткевича, причем посвятил его в архимандрита Тюменского Троицкого монастыря.
Благоговейно чтил память святителя Иоанна (Максимовича), митрополита Тобольского, выстроил на собранные им деньги новый каменный храм (придельный), освящённый в 1753 году в честь ангела покойного.
При митрополите Сильвестре Иркутская епархия снова отделена от Тобольской.
Но своими решительными действиями против мусульман он возбудил против себя тобольских и татарских иноверцев а также старообрядцев. Была создана комиссия для расследования.
9 октября 1755 года в разгар Башкирского восстания по инициативе гражданских властей переведён на Суздальскую кафедру. Отправился к месту нового служения 6 декабря после совершения литургии в Тобольском кафедральном соборе.
В 1757 году по распоряжению Синода, был командирован в Ростовский Иаковлевский монастырь для торжественного открытия мощей Святителя Димитрия Ростовского.
4 марта 1759 года был уволен в отпуск в Москву для лечения болезни за неимениемъ в Суздале искусного лекаря.
Скончался 20 мая 1760 года. Погребён в Суздале, в соборной церкви Рождества Богородицы.